# Rodriquez Cantieri Navali
Rodriquez Cantieri Navali war eine italienische Werft mit Sitz in Messina, Sizilien. Das Unternehmen spezialisierte sich auf den Bau von Tragflügelbooten, wodurch es internationale Anerkennung erlangte.

## Geschichte
Leopoldo Rodriguez gründete 1887 die Werft Rodriquez Cantieri Navali in Messina.
1908 überstand die Werft das schwere Erdbeben in Messina ohne größere Schäden.
Das Unternehmen erweiterte 1939 aufgrund des Beginns des Zweiten Weltkriegs seine Aktivitäten um eine Eisenbahnabteilung, welche die Züge der italienischen Staatsbahn reparierte. Während des Zweiten Weltkriegs erbte Carlo Rodriguez das Unternehmen seines Vaters.
Nachdem Carlo Rodriguez während des Zweiten Weltkrieges von deutschen Tragflächenstudien gehört hatte, stellte er nach dem Krieg den deutschen Schiffsarchitekten Friedrich Löbau ein, um kommerzielle Tragflügelboote zu bauen. Um die Tragflügelboot-Projekte durchzuführen, kauften das Unternehmen Patente von Hanns Schertel, welcher das erste Tragflügelboot baute. Die Studien der Rodriguez-Werft führten schließlich 1956 zum Bau der Freccia del Sole, welche das erste kommerzielle Tragflächenboot war. Auf jenes revolutionäre Schiff folgten bald die Tragflächenbootsklassen PT20 und PT50. 1958 gründete Carlo Rodriguez aufgrund des Erfolgs der Freccia del Sole die Reederei SNAV, welche inzwischen der Mediterranean Shipping Company gehört, um ursprünglich Fährverbindungen zwischen dem italienischen Festland und Sizilien zu betreiben. Die Freccia del Sole wurde bald auch auf anderen Routen eingesetzt.
In den 1970er Jahren wurden vollständig stabilisierte Tragflächen, die für mehr Komfort sorgten, entwickelt, wie zum Beispiel beim Modell RH 160. In den 1990er Jahren entwickelten die Werft neue Schnellfähren und Katamarane.
1983 erwarb das Unternehmen die insolvente Baglietto-Werft.
1992 starb Carlo Rodriguez.
1993 baute die Werft den neuen Schnellfähren-Typ Aquastrada TMV 101 mit den Schiffen Guizzo und Scatto. Bei dieser Schiffsklasse handelte es sich zu der Zeit um die schnellsten Fähren für den Personen- und Fahrzeugtransport. Die Guizzo und die Scatto sind Monohull-Schnellfähren, welche Spitzengeschwindigkeiten von 47 Knoten erreichen und 450 Passagiere sowie 126 PKW befördern können. Beide Schiffe waren bis 1998 bei Tirrenia im Einsatz, danach wurden sie an Siremar verkauft.
1997 erwarb Usticalines 33 % des Aktienkapitals, welches 2001 wieder abgegeben wurde.
2014 Begannen Umbauarbeiten an der Werft in Pietra Ligure.

## Werften
Bis zur Fusion mit Intermarine, betrieb Rodriquez Cantieri Navali fünf Werften. Vier der Werften befinden sich in Italien: Messina, Neapel, Pietra Ligure, Sarzana sowie seit 2001 durch die Eröffnung der werft in Rio de Janeiro auch in Brasilien.